# Edøya
Edøya  est une petite île de la commune de Smøla, du comté de Møre og Romsdal, dans la mer de Norvège.

## Description
L'île de 7,5 km2 se trouve dans le Edøyfjorden (en) entre les plus grandes îles de Smøla (au nord) et Ertvågsøya et Tustna (au sud). L'île a joué un rôle politique important à l'époque viking. Plus récemment, c'était le centre de l'ancienne municipalité d'Edøy (en) et l'église historique Old Edøy Church (en) est située sur l'île.
En 2019, des archéologues de l'Institut norvégien de recherche sur le patrimoine culturel, utilisant une technologie géoradar haute résolution à grande échelle, ont déterminé qu'un navire viking de 17 mètres de long avait été enterré près de l'église d'Edøy. Ils estiment l'âge du navire à plus de 1 000 ans : de la période mérovingienne ou viking ; le groupe prévoyait de mener des recherches supplémentaires dans la région. Une sépulture similaire avait déjà été découverte par une équipe NIKU en 2018, à Gjellestad,.
L'île est reliée par route à l'île de Smøla et il y a une liaison par ferry d'Edøya à Tustna au sud. Il s'agit de la seule liaison régulière par ferry dans toute la municipalité de Smøla, la reliant au reste de la Norvège. Elle est aussi reliée par un pont avec Kuli (nord/nord-ouest) et plus loin avec Rossvolløya et Smøla.
Le phare de Tyrhaug est situé sur un petit îlot au large d'Edøya dans l'Edøyfjorden.

## Galerie

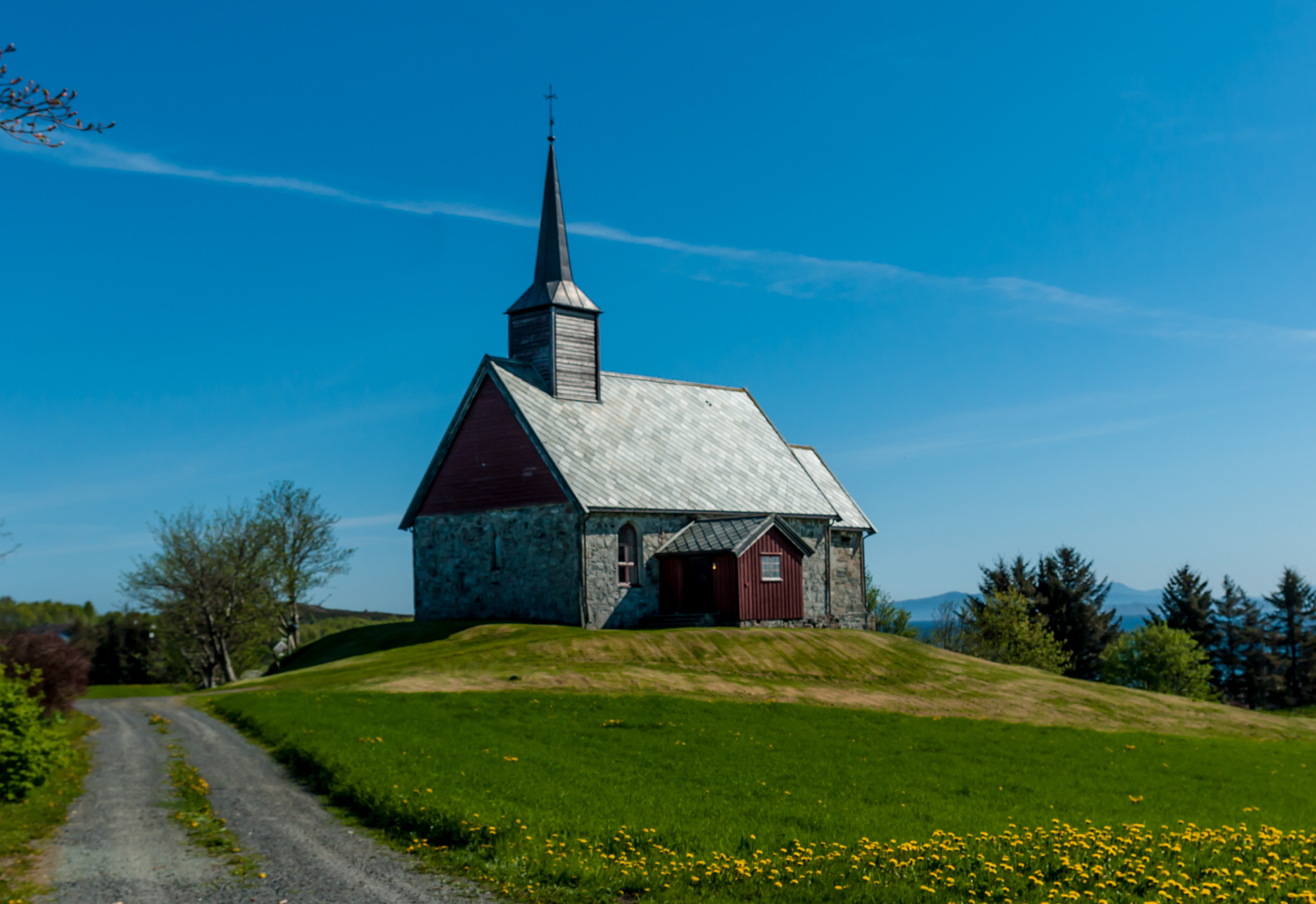
Vieille église d'Edoy
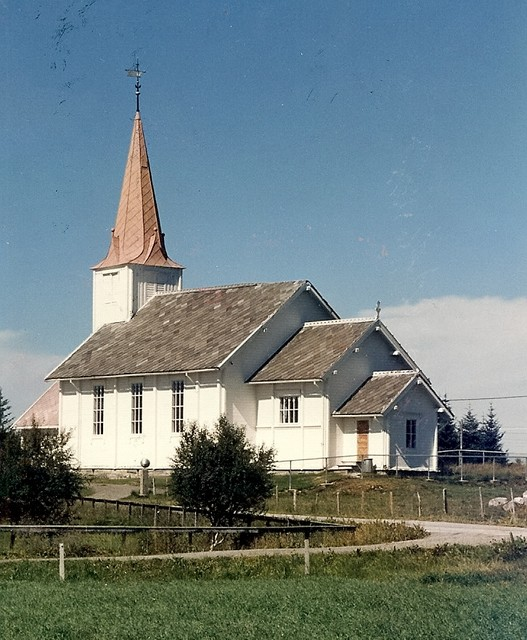
Église d'Edoy
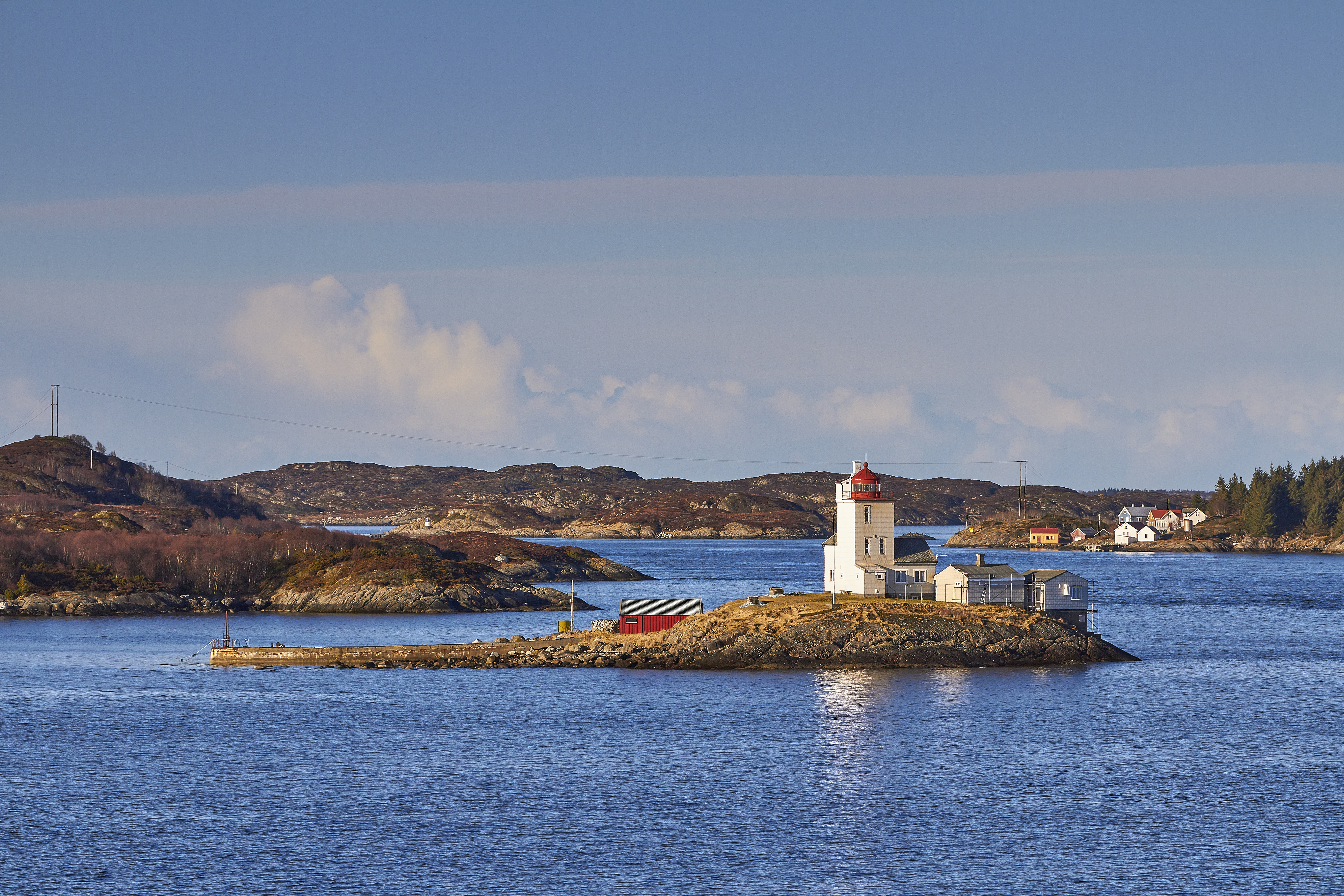
Phare de Tyrhaug